# تعداد الولايات المتحدة 1980
تعداد الولايات المتحدة 1980 كان التعداد العشرون للسكان يجرى في الولايات المتحدة. تم إجراء التعداد في 1 أبريل 1980. تم تقدير العدد الكلي للسكان بحوالي 226,545,805 بزيادة 11.4% عن التعداد السابق في عام 1980.

## وصلات خارجية
- بيانات تاريخية لتعداد سكان الولايات المتحدة